# Achumawi

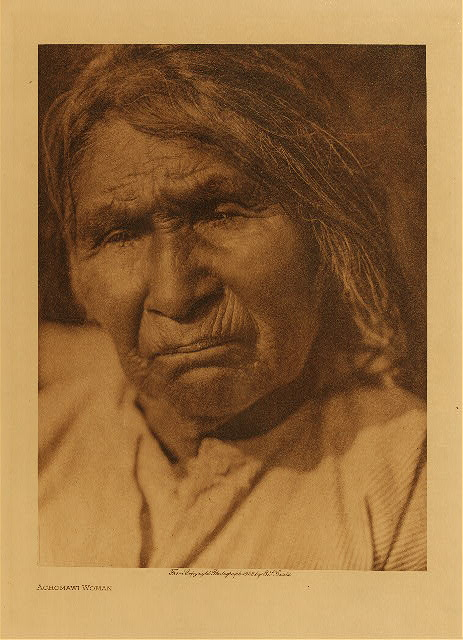
Eine Achumawi um 1920

Die Achumawi oder Achomawi (auch: Ajumawi, Ahjumawi – „Fluss-Volk, d. h. Pit River-Volk“), ein Indianer-Volk im Nordosten Kaliforniens in den Vereinigten Staaten von Amerika, und die sprachlich-kulturell eng verwandten Atsugewi („Volk, das im Kiefernwald lebt“) im Süden zählen zum nordamerikanischen Kulturareal von Kalifornien.
Die Achumawi (neun autonomen Bands, sog. „tribelets“) entlang des Fall River, beiderseits des Pit River bis hin zum Goose Lake an der Grenze zu Oregon und die Atsugewi (Atsugé) (evtl. drei Bands, sog. „tribelets“) am Südufer des Pit Rivers entlang des Hat Creek, Horse Creek und Burney Creeks werden bis heute kollektiv auf Grund ihres Stammesgebiete entlang des gleichnamige Flusses einfach als Pit River Indians oder Pit River Tribe bezeichnet. Sollten nur die Atsugewi (Atsugé) bezeichnet werden, wurde zumeist der Begriff Hat Creek Indians verwendet.
Kulturell wurden die Achumawi stärker von den nördlich lebenden Stämmen des Columbia Plateau beeinflusst als die Atsugewi (Atsugé), die ihrerseits mehrere Kulturtechniken der Stämme des Great Basin übernommen hatten.
Die Achumawi zählten in den frühen 1800er Jahren ca. 3.000 Stammesangehörige.

## Namensherkunft
Der Flussname sowie der heute allgemein gebräuchliche Stammesname als “Pit River” wird gemeinhin von der Jagdtechnik der indigenen Bands beiderseits des Flusses abgeleitet. Die Europäer beobachteten, dass die Achumawi und Atsugewi auf Wildwechseln entlang des Flussufers Fallgruben oder trapping pits anlegten, um Rehe und andere Wildtiere zu fangen, die dort zum Trinken kamen. Diese Pits waren so zahlreich, dass daher der Fluss und die in seinem Einzugsgebiet lebenden Bands einfach als Pit River bezeichnet wurden.
Anthropologen und Linguisten benutz(t)en fälschlicherweise kollektiv den Sammelbegriff “Achumawi / Achomawi”, dieser Begriff leitet sich von acúmmáááwi / ‘àdzùmà·wi’ (Name einer einzigen Band entlang des Fall Rivers und des Mittellaufs des Pit Rivers) her; in ihrer Sprache bedeutet acúmmá / ‘àdzùmà / achoma / aj'umma'  “Fluss” (im Allgemeinen gleichgesetzt mit dem Pit River) bzw. wàdzùm-à “fließendes Gewässer” und das Suffix wi bezeichnet „Leute / Bewohner“ oder „Leute / Bewohner von …“. So wird acúmmáááwi / ‘àdzùmà·wi’ bzw. Achomawi mit „Fluss-Volk, d. h. Pit River-Volk“ übersetzt.
In ihrer Kultur/Sprache gab es kein kollektives Wort für alle neun Achumawi-Bands oder eine politisch-militärische Idee einer gemeinsamen Nation (Identität), sie sprachen von sich selbst einfach als is („Mann, Person; Leute“) oder íssíícann (“Volk”) und identifizierten sich als Gruppe anhand ihrer gemeinsamen Sprache – und schlossen hierbei die Atsugewi aus (diese wurden als verwandte, jedoch separate Ethnie betrachtet, da beide Sprachen gegenseitig nicht verständlich waren), manchmal bekämpften sich die einzelnen Bands gegenseitig.
Heute bezeichnen die “Achumawi/Achomawi” und Atsugewi in ihrem eigenen aktuellen Sprachgebrauch den Fluss, ihre beiden Sprachen sowie sich selbst daher als Pit River, Pit River language und Pit River Tribe/Indians.
Die feindlichen Klamath (ál ámmín) und Modoc (lutw̓áámíʼ) im Norden nannten die „Pit River Indians“ P'laikni bzw. P'laitankni (“Hochland/Bergbewohner”) oder später ebenfalls nach dem Pit River (Klamath-Modoc-Name: Moatuashamkshini/Móatni Kóke – “Südlicher Fluss”) Móatuash maklaks („Südliches Volk“).

## Palaihnihan-Sprachen
Beide Stammesgruppen (Achomawi und Atsugewi) sprachen zwei verwandte, jedoch gegenseitig nicht verständliche Sprachen, die sich nochmals in mehrere Dialekte unterteilten und lt. Powell als Palaihnihan-Sprachen (auch: Palaihnih oder Laikni) eine eigene Untergruppe der Hoka-Sprachen bilden; zur Kommunikation waren die Atsugewi gezwungen, Achumawi zu erlernen, und waren daher meist zweisprachig.
Später wies Roland Burrage Dixon nach, dass beide der Familie der Shasta-Sprachen zuzuordnen sind und die Unterfamilie “Shasta-Achomawi” bzw. “Shasta–Palaihnihan” bilden. Manchmal wird auch eine sog. “Kahi”-Unterfamilie vorgeschlagen (auch als “Nördliches Hokan” oder “Karok-Shasta-Sprache” bezeichnet) bestehend aus: “Shasta–Palaihnihan” (Shasta, Achumawi, Atsugewi), Chimariko und Karuk.
Die Achumawi bezeichneten ihre Sprache als ís si-wa wáó dis-i / ís siwa wó disi („auf unsere Art reden“) oder kurz wáó dis-i (abgeleitet von is – “Volk” und sééwan – “Sprache”).

### Interne Klassifikation
Shasta–Palaihnihan
- Shasta-Sprachen
- Achumawi oder ís si-wa wáó dis-i (auch: ís siwa wó disi, wáó dis-i, Achomawi, Pit River Indian language) (ein Dialektkontinuum aus neun Dialekten und unterteilt durch die Big Valley Mountains östlich des Fall River Valleys in zwei geographische Dialektgruppen; seit 2013 †)

Upriver Achumawi (Östliches Achumawi)
- Atwamwi
- Astariwawi
- Kosalektawi
- Hammawi
- Hewisedawi

Downriver Achumawi (Westliches Achumawi)
- Madesiwi
- Itsatawi
- Ilmawi
- Achumawi

- Atsugewi (seit 1988 †)

- Atsugé – meist jedoch: Atsugewi (auch: Hat Creek-Dialekt)
- Wamari'i (auch: Wamari'l, Burney Creek-Dialekt)
- Aporige – meist jedoch: Apwarugewi (auch: Apwaruge, Dixie Valley-Dialekt)

## Verbreitungsgebiet
Das ursprüngliche Siedlungsgebiet der Achumawi liegt im Nordosten Kaliforniens in den heutigen Countys Shasta, Siskiyou, Modoc und Lassen und erstreckte sich von Mount Shasta im Nordwesten bis Mount Lassen im Südwesten, die Gipfel des Warner-Gebirgszuges markierten die östliche Grenze. Den Abschluss nach Westen und Nordwesten hin bildete das Territorium der Okwanuchu (yeeti) sowie der Shasta (sástayci / sastííci).
Die Modoc (lútw̓áámi / lutw̓áámíʼ) und Klamath (ál ámmí) lebten im Norden, die Yana (tʰísayci) sowie die Maidu (pahhámáálu) im Süden, die Wintun (iqpiimí) im Westen und die Paiute im Osten des Stammesgebiets der Achumawi. Mit all diesen Stämmen führten die Achumawi immer wieder Kriege und kleinere Auseinandersetzungen, nur mit den eigentlich stets friedlich gesinnten Wintun und Maidu gab es kaum Spannungen. Zu den ihnen ebenfalls benachbarten und sprachverwandten Atsugewi (beide Stämme verständigten sich, da die Sprachen untereinander nicht verständlich waren, mit Achumawi) hatten sie ebenfalls meist friedliche Beziehungen, die auf Handel basierten.

## Lebensweise
Die Achumawi siedelten in der Regel in der Nähe von Gewässern, die Dörfer wurden nur in den Wintermonaten bewohnt, während sie in den Sommermonaten durch ihre angestammten Territorien wanderten. Sie lebten in Hütten, die aus Rinde, Erdgras und Gestrüpp gefertigt wurden. Nahrung beschafften sich die Achumawi überwiegend durch den Fischfang mit Fallen und die Jagd. Dabei unterschied sich die Jagdtechnik von der anderer kalifornischer Stämme. Die Achumawi gruben Löcher auf Wildwechseln. Diese Pits waren in der Nähe der Flüsse besonders zahlreich, weil die Tiere dort zur Tränke kamen und gaben dem Pit River seinen Namen. Fisch und Fleisch wurde zerlegt und entweder geräuchert oder in der Sonne getrocknet, um dieses später verzehren oder als Tauschware verwenden zu können. Darüber hinaus sammelten die Achumawi Bucheckern, Pinienzapfen, Wildkräuter, Beeren und insbesondere die Essbare Prärielilie, die sowohl für den eigenen Verzehr benötigt wurden, aber auch für den Handel mit anderen Stämmen verwendet wurden.

## Bands der Pit River-Stämme (Achumawi und Atsugewi)
Zu der allgemein als Pit River-Stämme bezeichneten Stammesgruppe zählen insgesamt 11 (manchmal 12) autonome Bands (“tribelets”), die jedoch zwei Völkern angehörten:

### Achumawi Bands
Die Achumawi lebten beiderseits des Pit Rivers und dessen nördlichen Nebenflüssen und umfassten neun Bands (tribelets), die meist aus mehreren kleineren Dörfern und Camps bestanden, die sich wiederum um eine Hauptsiedlung konzentrierten; die Bands wurden meist nach der Hauptsiedlung oder des Flussgebiets benannt (Anzahl der Siedlungen lt. Kniffen).
Upriver Achumawi (Östliche Achumawi)
- h̓ééwíssátééwiname („Hochland-Volk“), h̓ééwíssáy̓tuwí, meist: Hewisedawi / Ihewisedawi („Volk von der Anhöhe“, „Volk, das hoch oben [in den Bergen] lebt“ bzw. „Goose Lake-Volk“) oder verkürzt Hewise: lebten in mehreren (mindestens fünf) Siedlungen am Westufer des Goose Lake im Norden, im Süden vom Fandango Pass (auch: „Lassen Pass“) durch die Warner Mountains bis zum Cedar Pass; im Westen über den Pit River und hinauf auf die Devil's Garden-Hochebene; im Englischen meist als „Goose Lake Achomawi“ oder „Goose Lake People“ bezeichnet
- astaaqííw̓awíname, astaaqííw̓awí, astaaqííw̓ayci, meist: Astarawi / Astariwawi oder Astakwaini owte (in Atsugewi) (beides: „Volk von/vom astaaqí/astaaqííw̓a, d. h. der heißen Quellen/des heißen Ortes“) oder Matsiamne („Fischessendes Volk“): ihre vier Siedlungen lagen entlang des Pit Rivers im Gebiet des heutigen CPD Canby und der dortigen heißen Quellen; im Englischen meist als „Hot Springs Achomawi“ oder „Canby People“ bezeichnet
- q̓úsyálléq̓tawiname, q̓ússialéq̓taw̓i, q̓úsyálléq̓tawi, q̓óssi álláq̓tawí, meist: Kosealekte / Kosalektawi / Qosalektawi („Volk des Wacholderhains“) oder Astakwaini owte (in Atsugewi) („Volk von/vom den heißen Quellen/des heißen Ortes“): ihre drei Siedlungen befanden sich im Quellgebiet des Pit Rivers südwärts bis zur Gegend des heutigen Alturas (althúúlas); im Englischen meist als „Alturas Achomawi“ bezeichnet
- h̓ámmááw̓i („Flussaufwärts lebendes Volk“, „Hochland-Volk“), meist: Hammawi / Hamawe („Volk entlang des South Fork Pit Rivers“) oder Apishi (in Atsugewi) („Volk vom Ort am Oberlauf des Pit Rivers“): ihre Hauptsiedlung Hamawe / Hammawi lag in der Nähe der heutigen Ortschaft Likely im Modoc County, das einst auf Grund seiner Lage als “South Fork” bezeichnet wurde, weitere acht Siedlungen befanden sich meist entlang des South Fork; im Englischen meist als „Likely Achomawi“ bezeichnet
- atw̓ámsini, atw̓áámi, meist: Atwamsini („Volk vom atw̓am (Tal), d. h. Big Valley“) oder Atuami / Atwamwi oder Akui owte (in Atsugewi) („Tal-Volk, d. h. Big Valley Volk“): ihre 27 Siedlungen befanden sich im Hochtal des Big Valleys entlang des Ash Creeks und Pit Rivers; im Englischen meist als „Big Valley Achomawi“ oder „Big Valley People“ bezeichnet.

Downriver Achumawi (Westliche Achumawi)
- acúmmáááwi („Fluss-Volk, d. h. Pit River-Volk“), wannúkyumiʔ („Fall River Volk“), meist: Ajumawi / Achumawi / Achomawi oder Dicowi owte (in Atsugewi) („Volk im Tal des Fall Rivers“): ihre 17 Siedlungen befanden sich entlang des Pit Rivers sowie Fall Rivers bis zu dessen Mündung bei der heutigen Stadt Fall River Mills; im Englischen meist als „Fall River Achomawi“ bzw. „Fall River Mills People“ bezeichnet
- ílmááwi („Canyon Volk“), meist: Ilmawi / Ilmewi / Ilmiwi („Volk von [der Siedlung] Ilma“ in der Region um die Mündung des Hat Creek) oder Apahezarini (in Atsugewi): ihre 13 Siedlungen lagen von der Einmündung des Burney Creeks in den Pit River, diesen flussaufwärts bis einige Meilen unterhalb von Fall River Mills; im Englischen meist als „Cayton Valley Achomawi“ bezeichnet
- iic̓áátawi („Volk vom iic̓ááta, d. h. Burney Valley“), meist: Itsatawi oder Bomari owte (in Atsugewi) („bomara, d. h. Pit River Volk“): ihre 25 Siedlungen lagen entlang des Burney Creeks im Goose Valley, hatten enge Bindungen zu den Madesi; im Englischen meist als „Goose Valley Achomawi“ bezeichnet
- matéési, meist: Madesi / Mah-day-see / Madessawi: („Volk von [der Siedlung] Matés (Big Bend)“, „Volk im Madesi-Tal“) oder Dakyupeni bzw. Psicamuci (in Atsugewi): ihre 11 Siedlungen befanden sich entlang des Lower Pit Rivers (Ah-choo'-mah im Madesi-Dialekt) und dessen Nebenflüsse, wie dem Kosk Creek (anúúchíící) und Nelson Creek (Alússa, Ah-lis'choo'-chah) und Montgomery Creek (ííphuníw̓ca); ihre Hauptsiedlung Mah-dess'  oder Mah-dess' Atjwam („Madesi-Tal“, benannt nach der Siedlung) lag im Gebiet des heutigen Ortes Big Bend, direkt gegenüber lagen am Südufer des Flusses bei den heißen Quellen kleinere Dörfer namens Oo-le'-moo-me, Lah'-lah-pis'-mah und Al-loo-satch-ha; im Englischen meist als „Big Bend Achomawi“, „Big Bend People“ oder „Montgomery Creek People“ bezeichnet[10]

### Atsugewi Bands
Die entlang des Südufers des Pit Rivers lebenden Atsugewi umfassten mindestens zwei (eventuell sogar drei) Bands und wurden (werden) oft wegen der sprachlich-kulturellen Ähnlichkeit manchmal sogar als Achumawi bezeichnet.
- haatííw̓iwí („Volk vom haatiiw̓iw, d. h. des Hat Creeks“), auch: atuwanúúci („Volk von Atsuge (Hat Creek)“), meist daher: Atsugewi (in Achomawi) oder Atsugé (in Atsugewi) („Volk, das im Kiefernwald lebt“): ihre Jagd- und Fischgründe sowie ihre fünf Siedlungen befanden sich größtenteils in Kiefernwäldern entlang des Hat Creeks zwischen Mount Lassen und dem Pit River sowie entlang des Burney Creeks (die dort siedelnden Familien werden manchmal als separate Wamari'i / Wamari'l Band betrachtet); im Englischen meist als „Hat Creek Indians“ oder „Pine Tree Tribe“
- wanúmcíw̓awí oder Wamari'i/Wamari'l (in Atsugewi) („Volk im Burney Creek-Tal“): ihre Siedlungen befanden sich entlang des Burney Creeks bis zu dessen Mündung in den Pit River (werden meist zu den Atsugewi gezählt); im Englischen meist ebenfalls als „Hat Creek Indians“ oder „Pine Tree Tribe“ bezeichnet
- ammítciname (“Dixie Valley Volk”), meist: Apwarugewi (in Achomawi) oder Aporige / Apwaruge (in Atsugewi) („Volk im Apwariwa-Tal, d. h. Dixie Valley“) oder Mahuopani („Wacholder-Volk“): ihre Jagd- und Fischgründe sowie ihre 12 Siedlungen lagen östlich der Gebiete der „Atsugé“ und „Wamari'i/Wamari'l“ in einer trockeneren, mit Wacholder bewachsenen Landschaft entlang des Beaver Creek, Pine Creek, Willow Creek und an den Ufern des Eagle Lake und Horse Lake, ihr Hauptsiedlungsgebiet befand sich jedoch entlang des Horse Creeks im Little Valley und Dixie Valley; im Englischen meist als „Horse Creek Indians“ oder „Dixie Valley Tribe“ bezeichnet

## Heutige Situation der Achomawi
Die meisten der fast 2.000 Stammesmitglieder (inklusive einiger Atsugewi) sind heute offiziell als Pit River Tribe ein auf Bundesebene anerkannter Stamm (federally recognized tribe) organisiert, dem mehrere Indianerreservate (in Kalifornien werden Stämme und dazugehörige Reservationen historisch meist “Rancheria” genannt) gehören. Die übrigen Achomawi sind jeweils als Minderheit Teil anderer Stämme, die sich zumeist aus mehreren Ethnien zusammensetzen.
Die formale Anerkennung hat jedoch nicht dazu geführt, eine gemeinsame Stammesidentität aufzubauen, trotz eines gemeinsamen jährlichen Powwows; viele Menschen fühlen sich nach wie vor den ehemaligen Gruppen zugehörig und pflegen eine enge Bindung an das Land und ihre Traditionen. Dies kommt auch im großen Engagement gegen die Erschließung des heiligen Berges Mount Shasta zum Ausdruck.
Zudem besitzt der „Pit River Tribe“ sowie die anderen Stämme mehrere Off-reservation trust lands (Grundstücke außerhalb der Reservate, deren Besitzer die Indianerstämme bzw. individuelle Stammesangehörige sind, jedoch seitens des Bureau of Indian Affairs (BIA) als formellen Eigentümer und Treuhänder (Trust) verwaltet werden) im Lake County, Lassen County, Mendocino County sowie ebenfalls in den Modoc und Shasta Counties.
Wie aus der Liste der Rancherias (Reservationen) ersichtlich ist, leben die meisten Stammesangehörigen außerhalb der Reservate – dies hat wirtschaftliche und soziale Gründe. Meist sind die ihnen zugewiesenen Landparzellen zu klein, für Landwirtschaft oder Viehzucht nicht geeignet (teilweise an Nichtindianer aus Not verpachtet) sowie die Lage der Reservate meist so abgelegen, dass nicht alle Stammesangehörigen Arbeit in der Rancheria finden können.
Auf dem Reservat XL-Ranch gibt es Arbeitsplätze in der Forst- und Heuwirtschaft. Einige Achumawi sind im Tourismusgeschäft tätig, insbesondere im Verkauf traditioneller Korbflechtereien.

### Pit River Tribe
Der „Pit River Tribe“ zählt aktuell ca. 1.800 Stammesangehörige und besteht aus Nachfahren aller neun Achomawi-Bands, der zwei (evtl. drei) Atsugewi-Bands sowie einiger Nördlicher Paiute. Der Stamm betreibt das Pit River Casino in Burney, dort befindet sich auch das Büro der Stammesregierung (im traditionellen Territorium der Atsuge Band der Atsugewi). Ein staatliches Wohnungsbauprojekt für verschiedene soziale Projekte, ermöglicht die Schaffung von Wohnraum für sozial schwache und ältere Stammesmitglieder.
- Big Bend Rancheria (40 Acres (161.874 m²), nördlich der Gemeinde Big Bend und ca. 80 km nordöstlich von Redding im Shasta County; „Madesi/Mah-day-see/Madessawi Band“, Population im Reservat: 10)
- Likely Rancheria (1,32 Acres (5.341 m²), 3,2 km südöstlich der Gemeinde Likely (früher: South Fork) im Modoc County; „Hammawi/Hamawe Band“, wird nur als Friedhof für Stammesangehörige genutzt)
- Lookout Rancheria (40 Acres (161.874 m²), 6 km östlich der Gemeinde Lookout (früher: Whitley's Ford) im südwestlichen Modoc County, Population im Reservat: 10)
- Montgomery Creek Rancheria (109 Acres (441.107 m²), liegt innerhalb der Gemeinde Montgomery Creek, ca. 56 km nordöstlich von Redding im Shasta County, Population im Reservat: 15)
- Roaring Creek Rancheria (80 Acres (323.748 m²), ca. 8 km nordwestlich der Gemeinde Montgomery Creek und 70 km nordöstlich von Redding im Shasta County, Population im Reservat: 14)
- XL Ranch (auch: XL Rancheria, XL Ranch Indian Reservation oder X-L Ranch Reservation, 9.254 Acres (37 km²), nördlich der Stadt Burney im Modoc County; „Hewisedawi Band“, Atsugewi-Bands und „Nördliche Paiute“, Population im Reservat: 40)

### Alturas Indian Rancheria
Die “Alturas (Indian) Rancheria” umfasst 20 Acres (80937 m²) nahe Alturas, dem Verwaltungssitz im Modoc County. Heute gibt es schätzungsweise ca. 15 Stammesmitglieder – Nachfahren der „Kosealekte/Kosalektawi/Qosalektawi Band“ – und der Stamm betreibt das Desert Rose Casino und das Rose Cafe in Alturas.

### Susanville Indian Rancheria
Die “Susanville Indian Rancheria” umfasst 1.337 Acres (5.410 m²) mit Verwaltungssitz in Susanville im Lassen County. Der Stamm mit aktuell (Stand: 09/2019) 1.272 Stammesangehörigen besteht aus Nachfahren der Washoe, Achomawi, Mountain Maidu, Nördliche Paiute und Atsugewi. Bis zum Jahr 2000 umfasste das Reservatsland 150 Acres (0,61 km²) und wurde seitdem durch mehrere Zukäufe enorm erweitert. Der Stamm erweiterte die „Lower Rancheria“, kaufte den Friedhof “Susanville Cemetery”, danach die “Upper Rancheria”. Weiteres Land wurde in Herlong, in Ravendale sowie im Cradle Valley erworben. Der Stamm betreibt in Susanville das Diamond Mountain Casino, das 24 Hour Cafe, den Lava Rock Grill, das Diamond Mountain Casino Hotel sowie den Diamond Mountain Smoke Shop und ist laut offiziellen Angaben der Stadt Susanville der viertgrößte lokale Arbeitgeber.

### Redding Rancheria
Die “Redding Rancheria” befindet sich im nördlichen Sacramento Valley mit Verwaltungssitz Redding im Shasta County und besteht aus Nachfahren der Nördlichen Wintu, Pit River (Achomawi und Atsugewi) sowie Yana, der Stamm betreibt das Win-River Resort & Casino entlang der California State Route 273.

### Round Valley Indian Tribes of the Round Valley Reservation
Die “Round Valley Indian Reservation” umfasst ca. 93,94 km² (mehr als zwei Drittel dieser Fläche sind Off-reservation trust lands, darunter etwa 1,64 km² im Verwaltungssitz, der Gemeinde Covelo) und liegt hauptsächlich im Norden des Mendocino Countys, ein kleiner Teil des Reservats erstreckt sich nach Norden bis in das südliche Trinity County. Das Reservat zählte (laut dem Zensus im Jahr 2000) 300 Personen, von denen 99 in Covelo lebten. Die Bewohner sind Nachfahren der im Round Valley einst ansässigen Yuki sowie der zwangsweise angesiedelten Koncow Maidu, mehreren Bands der Pomo, Nomlaki Wintun, Cahto, Pit River (Achomawi und Atsugewi) sowie der Wailaki. Das Reservat betreibt mit dem Hidden Oaks Casino ebenfalls ein Kasino.
Die Wailaki sind Teil der sog. “Eel River Athabasken”, einer kleinen Splittergruppe der athapaskischen Sprachfamilie, die vor allem in Kanada und im Südwesten der USA (Apachen, Navaho) zu finden sind. Sie sind als Teil der Covelo Indian Community staatlich anerkannt, haben jedoch auch eine separate Anerkennung beantragt. Während die Stammesangehörigen vor allem von Rinder- und Schafzucht, Forstwirtschaft und der Beschäftigung in lokalen Kleinunternehmen leben, wird auf die Pflege der Traditionen sehr viel Wert gelegt: So kämpfen sie für den Zugang zu historischen heiligen Stätten, bewahren das überlieferte Korb- und Holzhandwerk und sind für ihre Heiler und traditionelles Wissen um die Heilkunst bekannt, das sie auf dem Reservat lehren. Weiter Wailaki leben zusammen mit den sprachlich nicht verwandten Wintun auf der Grindstone Indian Rancheria.

### The Klamath Tribes
„The Klamath Tribes“ (früher: Klamath Indian Tribe of Oregon, bestehend aus drei Stämmen, den Klamath, Modoc und der Yahooskin (Yahuskin) Band of Northern Paiute Indians, zudem hatten sich zuvor einige der Hunipuitöka Band („Hunipui-Wurzel-Esser“, meist Walpapi genannt) der Nördlichen Paiute im Klamath-Reservat niedergelassen und sich der Yahooskin (Yahuskin) Band angeschlossen, auch Nachfahren der einst 1864 in einem letzten Sklavenzug geraubten „Pit River Indians“ unter ihrem Headman Pit River Charley siedeln im Reservat, Verwaltungssitz: Chiloquin (Mbosaksawaas) („Feuersteinort“), Stammesangehörige: 5.400)